# Wavelight

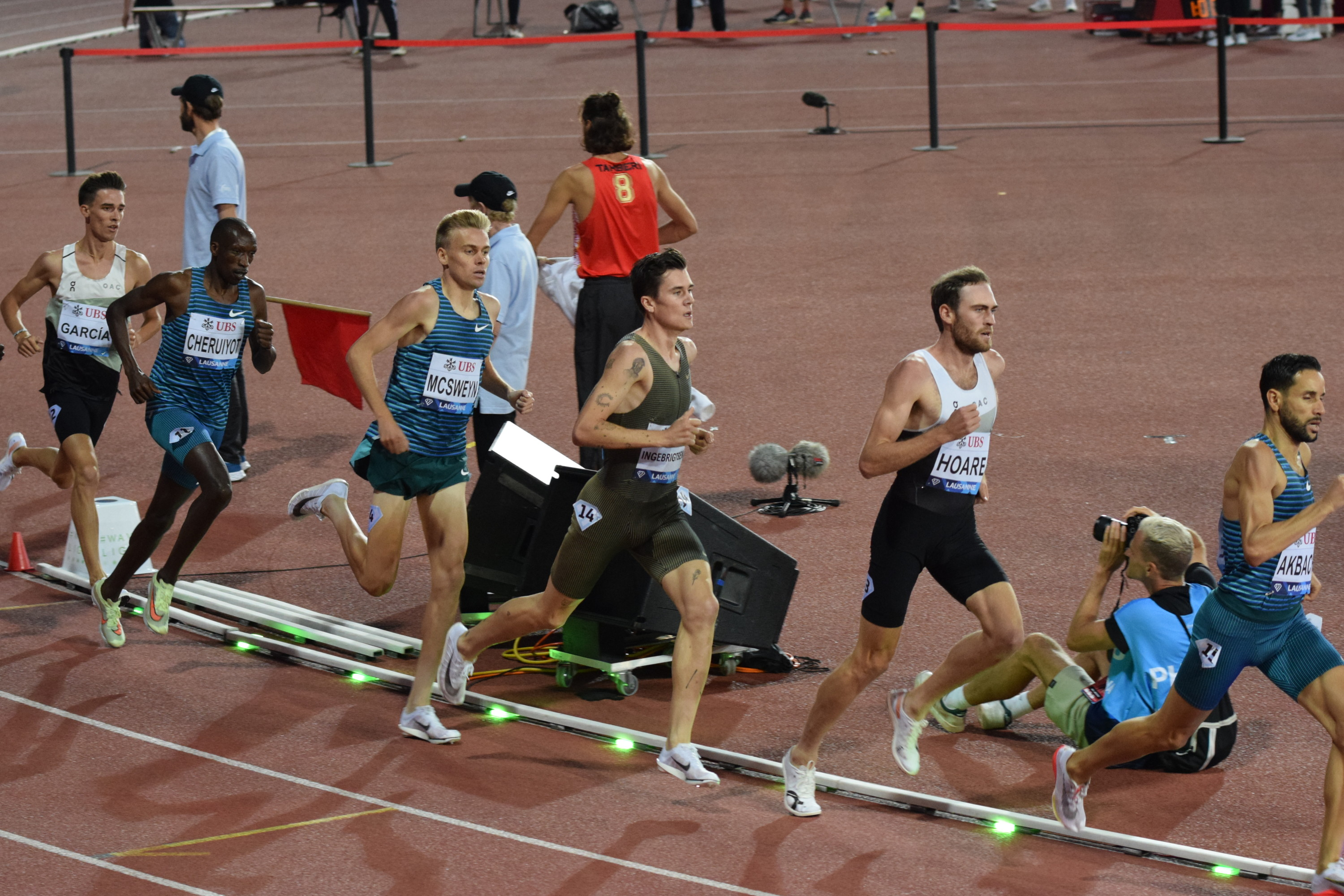
Système de la Wavelight utilisé lors du meeting Athletissima 2022. Les diodes lumineuses s'allument au fur et à mesure en fonction d'un temps établi à l'avance par les organisateurs (record du monde, meilleure performance mondiale de l'année…).

La Wavelight ou lièvre lumineux est en athlétisme un système qui consiste à faire s'allumer des lumières de couleur au bord de la piste, à la corde, au rythme d'un record ou d'une performance convoitée, notamment par les lièvres dans des courses de demi-fond ou de fond.
Développée par Robotronix Europe et Sport Technologies, la Wavelight Technologie est autorisée à être utilisée en compétition par World Athletics depuis 2020.
Le 7 octobre 2020, à Valence en Espagne, l'Ougandais Joshua Cheptegei établit un nouveau record du monde du 10 000 mètres en 26 min 11 s 00 dans une course où la technologie du lièvre lumineux est utilisée afin d’assurer le rythme,.
Le 9 juin 2023, au stade Charléty (France), 3 records du monde sont battus : le 5000 m féminin par Faith Kipyegon, le 2 miles masculin par Jakob Ingebrigsten et le 3000 m steeple masculin par Lamecha Girma.